# Tounjer Käse
Der Tounjer Käse (kroat. Tounjski sir) ist eine Käsesorte aus dem Ort Tounj in Kroatien. Er wird aus Kuhrohmilch hergestellt, die beim Herstellungsprozess nicht über 38 °C erhitzt wird. Für ein Kilogramm Käse werden dabei etwa 6 l Milch benötigt. Zur Gerinnung werden die Lactobazillen Lactococcus lactis spp. lactis und Lactococcus lactis spp. cremoris verwendet. Der Bruch wird traditionell mit der Hand in einem Metallsieb ausgepresst, bis er keine Molke mehr enthält. Die Trockenmasse wird danach gesalzen und für zwei bis drei Tage über Holz von Obstbäumen (meistens Pflaume, Süß- oder Sauerkirsche) geräuchert, um anschließend ohne Reifung innerhalb von sieben Tagen konsumiert zu werden.